# Aditya Harlan
Aditya Harlan (sinh ngày 17 tháng 6 năm 1987) là một cầu thủ bóng đá người Indonesia hiện tại thi đấu cho Barito Putera ở Indonesia Super League.

## Danh hiệu

### Danh hiệu câu lạc bộ
Persibo Bojonegoro
- Piala Indonesia (1): 2012